# Berglihütte
Die Berglihütte ist eine Berghütte der Sektion Grindelwald des Schweizer Alpen-Clubs (SAC). Sie befindet sich auf dem Berglifelsen, am westlichen Rand des Eismeeres (Unterer Grindelwaldgletscher), woher der Beiname Schwalbennest entstammt auf 3299 m ü. M. Erbaut wurde die Schutzhütte als achte Hütte des SAC im Jahr 1869. Wegen des erschwerten Zugangs über den Gletscher und des Baus des Berghauses auf dem Jungfraujoch im Jahr 1924 sowie der Mönchsjochhütte im Jahr 1979 hat die Berglihütte an alpinistischer Bedeutung verloren. Dadurch blieb auch ihre Form unverändert; die früher angegebenen 30 Plätze im Strohlager sind heute 20 "Betten".

## Baugeschichte
Zunächst wurde die Hütte im Sommer 1869 in Grindelwald gezimmert. Im Herbst desselben Jahres wurde sie dann an ihren Standort auf dem Berglifelsen verbracht. Vollendet wurde die Hütte im Juli 1870. Für den Transport berechneten die Bergführer von Grindelwald 400 Schweizer Franken und insgesamt beliefen sich die Baukosten auf 900 Franken. 1883 ersetzte eine trockenere Hütte den ersten Bau. 1903 wurde sie wiederum erneuert. Seit den 1930er-Jahren hat sich kaum mehr was verändert, verschwunden ist äusserlich kaum mehr als das Fenster in der Südfassade.

## Alpinismus

### Zugang
- Mit der Jungfraubahn auf das Jungfraujoch und von dort über oberes und unteres Mönchsjoch, Dauer: 2,5 Stunden – auch als Skitour bis zum Punkt 3'380 des Berglifelsens
- Mit der Luftseilbahn Grindelwald–Pfingstegg über Challifirn, Stieregg und Fieschergletscher, Dauer: 8–9 Stunden

### Gipfel
- Eiger (3967 m ü. M.)
- Fiescherhörner: Gross Fiescherhorn (4049 m ü. M.), Hinter Fiescherhorn (4025 m ü. M.), Klein Fiescherhorn (3895 m ü. M.)
- Jungfrau (4158 m ü. M.)
- Mönch (4110 m ü. M.)
- Trugberg (3932 m ü. M.)
- Walcherhorn (3692 m ü. M.)